# フックス型微分方程式
複素解析におけるフックス型微分方程式（フックスがたびぶんほうていしき、英: Fuchsian equations）は、（解析的）函数係数線型常微分方程式で、その係数函数が無限遠点を含むリーマン球面上で有理型かつ任意の特異点が正則特異点となるようなものを言う。
二階の例を挙げれば:
{\displaystyle {\frac {d^{2}y}{dx^{2}}}+p_{1}(x){\frac {dy}{dx}}+p_{2}(x)y=0}
がフックス型とは定義域の任意の点 x = a において p1 および p2 は正則であるか、さもなくば x = a は p1 の一位の極 かつ p2 の高々二位の極となるときに言う。
この常微分方程式は量子力学などの分野で広く応用される。
また3点の確定特異点をもつフックス型の微分方程式は必ずガウスの微分方程式（超幾何微分方程式）の形に書き換え可能であることが知られている。